# Norra hammaren
Norra hammaren este o arie protejată (sit de importanță comunitară — SCI) din Suedia întinsă pe o suprafață de 16,74 ha, integral pe uscat.

## Localizare
Centrul sitului Norra hammaren este situat la coordonatele 59°17′32″N 15°49′54″E / 59.292313°N 15.83156°E.

## Înființare
Situl Norra hammaren a fost declarat sit de importanță comunitară în septembrie 2021 pentru a proteja un număr necunoscut de specii din flora spontană și fauna sălbatică aflate în arealul zonei.

## Biodiversitate
Situată în ecoregiunea boreală, aria protejată conține 2 habitate naturale: Păduri caducifoliate de mlaștină fino-scandinave, Păduri caducifoliate bătrâne naturale hemiboreale fino-scandinave (Quercus, Tilia, Acer, Fraxinus sau Ulmus) bogate în specii epifite.
La baza desemnării sitului se află un număr nedeclarat de specii protejate.